# Choco-Story (París)
El Museo gourmand del chocolate Choco Story de París es un museo privado sito a París en Francia. Está volcado en el origen y a la evolución de la producción y del consumo de chocolate al medio de una colección de un millar de objetos. Presenta el aspecto histórico del chocolate, la evolución de los métodos de fabricación, y los ingredientes utilizados.

## Historia
El primer museo del chocolate Choco-Story fue fundado en el año 2004 a Brujas, en Bélgica por la familia Van Belle. Un segundo museo abrió sus puertas en 2008 en Praga, República Checa. El museo parisino es la tercera de este tipo y se abre en 2010. El museo Choco Historia de París es una empresa francesa, cuya oficina central está situada en el edificio del museo, bulevar Bonne-Nouvelle, en el X Distrito de París.

## Colecciones
El museo está dividido en tres partes: el origen del cacao en las civilizaciones precolombinas, su importación en Europa por los colonizadores españoles , y su instalación en los hábitos de consumo, el aspecto contemporáneo de chocolate.
El origen del cacao en las civilizaciones precolombinas, principalmente los aztecas y los mayas, está presentada al medio de objetos (estatuillas, cuencos, tazas, instrumentos rituales...) y de facsímiles de códices acompañados de carteles explicativos. Se trata el lugar del cacao en la sociedad y en la religión así como las diferencias entre los modos de preparación de las bebidas al cacao de la época y aquellas a las cuales es habitué el público europeo del XXI siglo.
La segunda parte de la exposición presente la llegada del cacao en Europa por medio de los viajes del periodo de los grandes descubrimientos a la Renacimiento. La economía del cacao en Europa, sobre todo en España y en Francia, está detallada, así como la evolución de las recetas de bebidas chocolateadas y la moda de los salones donde se bebe del chocolate caliente. Están expuesto las herramientas de preparación del chocolate caliente así como de numerosas tazas y recipientes adornados.
El lugar del chocolate en las sociedades actuales es abordada finalmente, sobre todo con ayuda de estadísticas y de análisis que muestran las diferencias de composición entre los diferentes tipos de chocolate actual (chocolate negro, chocolate con leche, chocolate blanco).
De pequeños escaparates instaladas a altura de niña presentan escenas históricas reconstruidas con ayuda de juguetes, con el fin de poner los temas abordados al alcance del joven público.
Hay igualmente un espacio dedicado a las exposiciones temporales, renovadas dos o tres veces por año.
El sótano del museo contiene una exposición de esculturas y de asuntos en chocolate que representa asuntos variados. Acoge igualmente un espacio consagrado a las demostraciones públicas de preparación del chocolate.